# Felix Sánchez
Felix Sánchez, född 30 augusti 1977 i New York, är en dominikansk friidrottare(häcklöpare). 
Sánchez var den stora dominanten på 400 meter häck åren 2001-2004 och vann 43 lopp i rad. Förutom dubbla OS-guld (2004 och 2012) och VM-guld (2001 och 2003) vann Sánchez även jackpoten i Golden League under 2002. Sedan 2004 har Sánchez haft problem med skador. Han tävlade vid VM i friidrott 2007 i Osaka och kom på andra plats med tiden 48,01.

## Personliga rekord
- 100 m - 10,45 s
- 200 m - 20,87 s
- 400 m - 44,90 s
- 800 m - 1:48,99 min
- 400 m häck - 47,25 s